# Antigua Recreation Ground
Der Antigua Recreation Ground, das Nationalstadion von Antigua und Barbuda, liegt in St. John’s auf der Insel Antigua. Die Fußballnationalmannschaft von Antigua und Barbuda und das West Indies Cricket Team nutzen den Platz.

## Cricket im Antigua Recreation Ground
Das erste Match wurde am 22. Februar 1978 als One-Day International ausgetragen. Die West Indies traten gegen Australien an. Vom 28. März bis 1. April 1981 standen sich im ersten Test Match die West Indies und England gegenüber.
Viv Richards, Antiguas bekanntestem Cricketspieler, gelang 1986 im Antigua Recreation Ground in einer Partie gegen England das schnellste Test-Match-Century mit nur 56 Bällen. Brian Lara, Batsman der West Indies, schaffte 1994 im selben Stadion bei einer Partie gegen England den Rekord von 375 Runs in einem Test-Match-Innings. Im Jahr 2004 verbesserte er den zwischenzeitlich vom Australier Matthew Hayden gehaltenen Bestwert auf 400*, erneut in einem Test Match gegen England.
Nach dem Bau des Sir Vivian Richards Stadium fanden im Antigua Recreation Ground zunächst keine weiteren Test Matches mehr statt. Nachdem jedoch das im Sir Vivian Richards Stadium ausgetragene zweite Test Match zwischen den West Indies und England am 13. Februar 2009 abgebrochen werden musste, kam es im Antigua Recreation Ground am 15. Februar 2009 zu einem dritten Test Match in der Serie.